# L'Europe des Celtes
L'Europe des Celtes és una monografia il·lustrada sobre la història dels celtes, publicada per la investigadora francesa Christiane Éluère, el 1992, en col·laboració amb la Réunion des musées nationaux. Segons l'arqueòleg alemany Ferdinand Maier, aquest "petit llibre de Christiane Éluère s'adreça a un públic cada cop més interessat visualment per les cultures antigues, entre altres coses".

## Resum
Christiane Éluère recorre més de mig mil·lenni d'història celta amb un enfocament arqueològic, des del segle IX abans de la nostra era fins al segle I, i la supervivència de la seua cultura en els britans, renaixent finalment en l'art del cristianisme celta.

## Contingut
El llibre s'obri amb una sèrie de màscares de bronze i cares antigues tallades en pedra que daten del segle VII abans de la nostra era al segle I (pàgs. 1–9), que es van descobrir a l'estat francés, a Àustria i a Bohèmia. El corpus se'n divideix en sis capítols:
- Capítol i : "Naixement d'una aristocràcia guerrera" (p. 13–27)
- Capítol ii : "Esplendor dels primers prínceps celtes" (p. 29–49)
- Capítol iii : "Els celtes a la conquesta del món" (p. 51–77)
- Capítol iv : "Els celtes enfront del gegant romà" (p. 79–101)
- Capítol v : "L'univers dels déus" (p. 103–119)
- Capítol vi : "Memòries celtes" (p. 121–127)

La secció de "testimonis i documents" es compon d'una antologia que explora textos més especialitzats i autors rellevants sobre molts aspectes dels celtes, inclosa una introducció a l'homosexualitat entre els antics celtes.
1. El país dels celtes
2. Retrat de l'"homo europeanus"
3. Societat i vida privada
4. Llengua i escriptura
5. Sobre els guerrers sanguinaris
6. Els druides
7. L'or dels celtes

- Bibliografia
- Taula d'il·lustracions
- Índex
- Crèdits fotogràfics/agraïments

## Acollida
Sarah Anderson escriure en el seu Anderson's Travel Companion: "[El llibre] és concís, ben il·lustrat i ple d'informació".
En la secció de ressenyes de llibres, la revista d'arqueologia Minerva fa una crítica positiva d'aquest llibre: "pren un camí molt fressat, que ens porta des del final de Hallstatt Fürstensitze ('seients de prínceps') al desenvolupament i difusió de la cultura de La Tène per Europa i l'aparició del poder romà. [...]"